# Omar Bongo
El Hadj Omar Bongo Ondimba, nascido Albert-Bernard Bongo GColIH (antiga Lewai, rebatizada Bongoville, 30 de dezembro de 1935 — Barcelona, 8 de junho de 2009) foi um político gabonense. Foi presidente da República por 42 anos, de 1967 a 2009, ano de sua morte.
Em 1952, em Brazavile é empregado nos correios congoleses. Influenciado pelos seus novos colegas entra na maçonaria.
No período de 1958 a 1960 cumpre o serviço militar, que conclui como tenente, na força aérea francesa e seguidamente nos serviços secretos. Ingressa nos correios de Libreville.

## Carreira política
Em 1961, implica-se no processo eleitoral, ingressando no gabinete do ministro dos negócios estrangeiros, Jean-Hilaire Aubame. Mais tarde o presidente Léon Mba empossa-o no cargo de diretor-adjunto do seu gabinete; em outubro de 1962, é promovido a diretor do gabinete da presidência gabonesa.
No seguimento de um golpe de estado militar visando a colocar Aubame no poder, em outubro de 1964, esteve preso no campo Baraka de Libreville, mas é rapidamente libertado pelas forças militares francesas apoiantes do presidente Léon Mba.

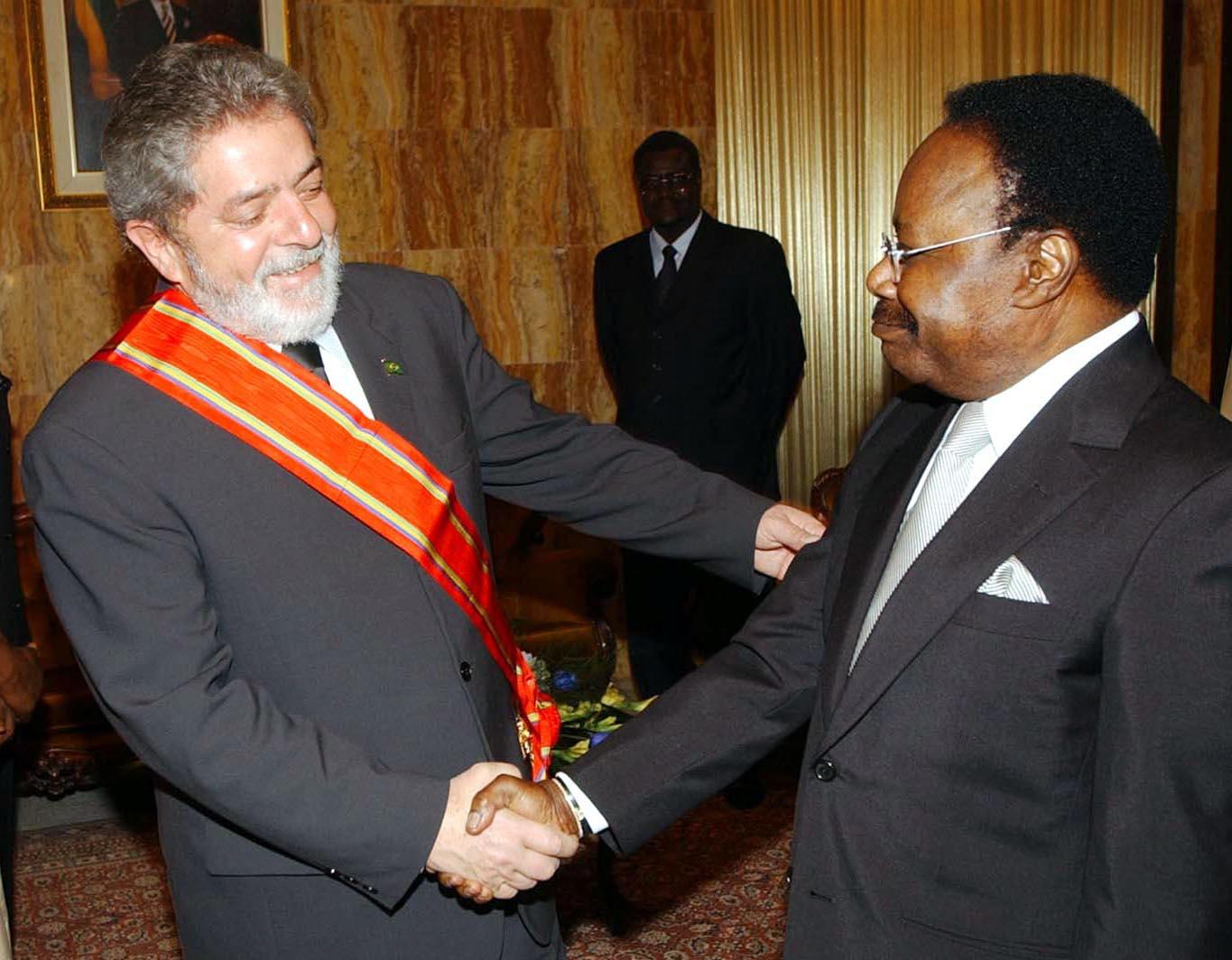
O presidente da República Federativa do Brasil à época, Luiz Inácio Lula da Silva se encontra com Omar Bongo (2004)

Em setembro de 1965. assume o cargo de ministro-delegado da presidência, com as pastas da defesa e dos negócios estrangeiros. Devido à doença do presidente Léon Mba é por este nomeado vice-presidente do Gabão em novembro de 1966. Não é alheia a esta decisão a forte influência das autoridades francesas na sua antiga colónia. Com a morte do presidente em 28 de novembro de 1967, Bongo torna-se o segundo presidente da República gabonesa, empossado a 2 de dezembro desse ano.
Em 1968, é membro fundador do Partido Democrático Gabonês, base do sistema de partido único até 1990.
Em fevereiro de 1973, é o único candidato da primeira eleição presidencial, obtendo 99,6% dos votos.
Aproximando o Gabão da OPEP (de que foi membro de 1975 a 1994), em 1973, Albert-Bernard Bongo converteu-se ao Islã, adotando o nome de Omar Bongo, El Hadj depois de ter feito a Peregrinação a Meca, e, em 2004, acrescentou Ondimba, de seu pai, como sobrenome.
Em 1979, em nova eleição presidencial com um só candidato, obtém 99,8%. Em 1986 volta a resultados da mesma dimensão sendo eleito com 99,97% dos votos. No seguimento de um período de greves e revoltas dos estudantes, em 1990 é instaurado o multipartidarismo e em dezembro de 1993 Bongo é eleito com 51% dos votos. Resultado que melhora para 66% nas eleições de 1998 continuando na presidência, e ganhando as eleições seguintes até morrer. Deste modo, foi o Chefe de Estado que esteve mais tempo no poder, com exclusão de monarcas, tendo sido presidente durante 41 anos, entre 1967 e a data da sua morte. Faleceu em Barcelona, no seguimento de um ataque cardíaco, a 8 de junho de 2009, com 73 anos.
A 17 de Dezembro de 2001 foi agraciado com o Grande-Colar da Ordem do Infante D. Henrique de Portugal.
Em 2002, criou treze parques nacionais e tornou 21% do território do Gabão área protegida por lei.